# FC Kudrivka
El FC Kudrivka (en ucraniano: Футбольний клуб «Кудрівка») es un equipo de fútbol de Ucrania que juega en la Liga Premier de Ucrania, la primera división nacional.

## Historia
Fue fundado en el año 1982 en la ciudad de Kudrivka, donde pasó en las ligas regionales durante el periodo soviético. El club ganó la Chernihiv Oblast Football Cup en 2016, 2019 y 2021 cuando jugaba en la Ukrainian Football Amateur League. En 2022 gana la Chernihiv Oblast Football Cup de nuevo.
En marzo de 2023 gana la Supercopa del Chernihiv Oblast ante el Khvylia en el Yunist Stadium, y Volodymyr Kurbakov fue el goleador del torneo.
En 2023 el club fue admitido en la Ukrainian Second League, y para la nueva temporada se reforzó con jugadores como Denys Skepskyi, Yevhen Chepurnenko, Dmytro Kulyk, Volodymyr Zubashivskyi, Oleksandr Rudenko, Myroslav Serdyuk y Mykola Syrash. El 25 de noviembre de 2023 el presidente del club Roman Solodarenko anunció que el club se mudaría a la ciudad de Irpin en 2024. Además que logró que el club jugara en la Ukrainian First League luego de que el club se fusionara con el Nyva Buzova y tomara su lugar en la segunda división.
El club usó como sede el Stadium Yuvileinyi en la Ukrainian First League, donde jugó en el Grupo B, en donde terminó en primer lugar y clasificó a los playoffs de ascenso a la Ukrainian Premier League.
El 1 de junio de 2025 el Kudrivka aseguró el ascenso a la Ukrainian Premier League por primera vez en su historia luego de vencer al FC Vorskla Poltava en penales luego de terminar la serie 1-1.

## Palmarés
- Chernihiv Oblast Football Championship (1): 2022[13]
- Chernihiv Oblast Football Cup (5): 2016[14] 2019,[15] 2021, 2022,[16] 2025
- Chernihiv Oblast Super Cup (3): 2019, 2021,[17] 2022[18]
- Kyiv Oblast Football Federation (1): 2020
- Kyiv Oblast Football Cup (1): 2021